# Магнус Вер Магнуссон
Магнус Вер Магнуссон (род. 22 апреля 1963 года в Эйильсстадире) — бывший пауэрлифтер и стронгмен из Исландии. Выигрывал титул World’s Strongest Man 4 раза (1991, 1994, 1995 и 1996).

## Пауэрлифтинг
Магнус начал заниматься пауэрлифтингом в 1984 году, а уже в 1985 году он завоевал медаль чемпиона мира и Европы в младшей категории. В 1988 и 1990 году он продемонстрировал лучшие показатели: приседание с 400 кг (437,5 кг в экипировке), жим лёжа 250 кг (275 кг в экипировке), становая тяга 375 кг.

## Стронгмен
Своё первое соревнование по стронгмену он провёл в 1985 году. Тогда он боролся за титул самого сильного человека Исландии, но занял лишь третье место. После победы в 1991 году в соревновании World’s Strongest Man решил посвятить свою жизнь исключительно стронгмену. В дополнение к своим четырём титулам сильнейшего человека мира Магнус выигрывал титул чемпиона Исландии по стронгмену, а также девять раз выигрывал соревнования «Викинг западного побережья» (исл. Vestfjarðavíkingurinn). Многие называют Магнуса одним из лучших стронгменов всех времён именно благодаря его взрывной силе и выносливости. Кроме этого, у него есть весомые достижения в пауэрлифтинге. Также он установил рекорд по приседанию со штангой.

## Личная жизнь
Магнус женат и живёт со своей женой Мэгги Мюрдаль в Исландии. Имеет двух дочерей: Марию и Веру. Обе вместе с родителями проживают в Исландии.
Магнус имеет собственный тренажерный зал в Рейкьявике для пауэрлифтеров и стронгменов под названием «Jakaból» (рус. Гнездо гиганта). Название происходит от старого известного зала, в котором тренировались Йоун Паудль Сигмарссон и другие выдающиеся стронгмены.
В 2008 году появился на шоу канала «Comedy Central», «The Daily Show». Снялся в рекламе американского пива «Coors Light» в качестве сильнейшего человека мира.